# La Guingueta d'Àneu
La Guingueta d'Àneu là một đô thị trong tỉnh Lleida, cộng đồng tự trị Cataluña Tây Ban Nha. Đô thị La Guingueta d'Àneu có diện tích là 108,4 ki-lô-mét vuông, dân số năm 2009 là 356 người với mật độ 3,24 người/km². Đô thị La Guingueta d'Àneu có cự ly km so với tỉnh lỵ Lleida.